# Parafia św. Franciszka z Asyżu w Humpty Doo
Parafia św. Franciszka z Asyżu w Humpty Doo – parafia rzymskokatolicka, należąca do diecezji Darwin.
W niedzielnej mszy św. uczestniczy zwykle około 200 parafian.